# Mera (canton)
Pour les articles homonymes, voir Mera.
Mera est un canton d'Équateur situé dans la province de Pastaza.